# Acordos de Bicesse
Os Acordos de Bicesse, também conhecidos como Acordos do Estoril, foi um acordo sobre cessar-fogo, reconciliação nacional e transição para um sistema multipartidário, celebrado entre o governo de Angola e o então grupo guerrilheiro União Nacional para a Independência Total de Angola (UNITA). O acordo estabelecia eleições multipartidárias em Angola sob a supervisão da Segunda Missão de Verificação das Nações Unidas em Angola (UNAVEM II).
Foram promovidos por Durão Barroso enquanto Secretário de Estado dos Assuntos Externos e Cooperação de Portugal em 1990. Contou com a mediação também dos Estados Unidos e da União Soviética para sua assinatura.
Este acordo foi assinado na Escola Superior de Hotelaria e Turismo do Estoril, no Estoril, Portugal, por José Eduardo dos Santos e Jonas Savimbi em 1 de maio de 1991. Os acordos estipularam que seriam realizadas as primeiras eleições multipartidárias em Angola, supervisionadas pelas Nações Unidas. Os acordos também definiram que as estruturas militares beligerantes da Guerra Civil, isto é, as Forças Armadas de Libertação de Angola (FALA), da UNITA, e as Forças Armadas Populares de Libertação de Angola (FAPLA), as forças militares do Estado angolano, seriam integradas nas novas Forças Armadas Angolanas, cabendo ao Estado português, através das suas próprias forças armadas, ministrar a formação necessária.
Estes acordos permitiram um armistício temporário na Guerra Civil Angolana entre o Estado angolano governado pelo Movimento Popular de Libertação de Angola (MPLA) e a UNITA.
Apesar dos esforços internacionais, da assinatura deste acordo e do Protocolo de Lusaca, a UNITA acabou por quebrar o acordo unilateralmente ao rejeitar os resultados oficiais das eleições presidenciais de 1992 e partir para a fase seguinte da Guerra Civil Angolana, conflito que continuou até 2002.
Somente com a morte de Savimbi e do vice-presidente da UNITA António Sebastião Dembo é que os Acordos de Bicesse puderam ser resgatados. Paulo Lukamba Gato, general das FALA e presidente interino da UNITA, conduziu a organização a assinar o Memorando de Entendimento do Luena — complemento aos acordos de paz de Bicesse e Lusaca — com o Estado angolano para encerrar a guerra.